# Lendmann
Lendmann (en nórdico antiguo:lendermaðr; plural: lendmenn), era un título nobiliario en la Noruega medieval. Lendmann era el rango más alto en el séquito real de un hird, un lendmann solo estaba bajo la autoridad de los jarls y el rey. Hacia el siglo XIII hubo entre 10 y 20 lendmenn activos al mismo tiempo.
El término lendr maðr se menciona por primera vez en la poesía escáldica del siglo XI. Los lendmann tenían jurisdicción y responsabilidad militar y policial en sus distritos. El rey Magnus VI de Noruega abolió el título de los lendmann, siendo sustituidos por los sysselmann (barones y gobernadores), aunque más tarde en 1308 Haakon V de Noruega también abolió las baronías.
Se confunde a veces lendmann con lensmann, que es un título menor usado en la administración local de una población pequeña (normalmente un alguacil) en los últimos siglos, no obstante ambos términos no tienen relación entre sí.